# Thạc sĩ

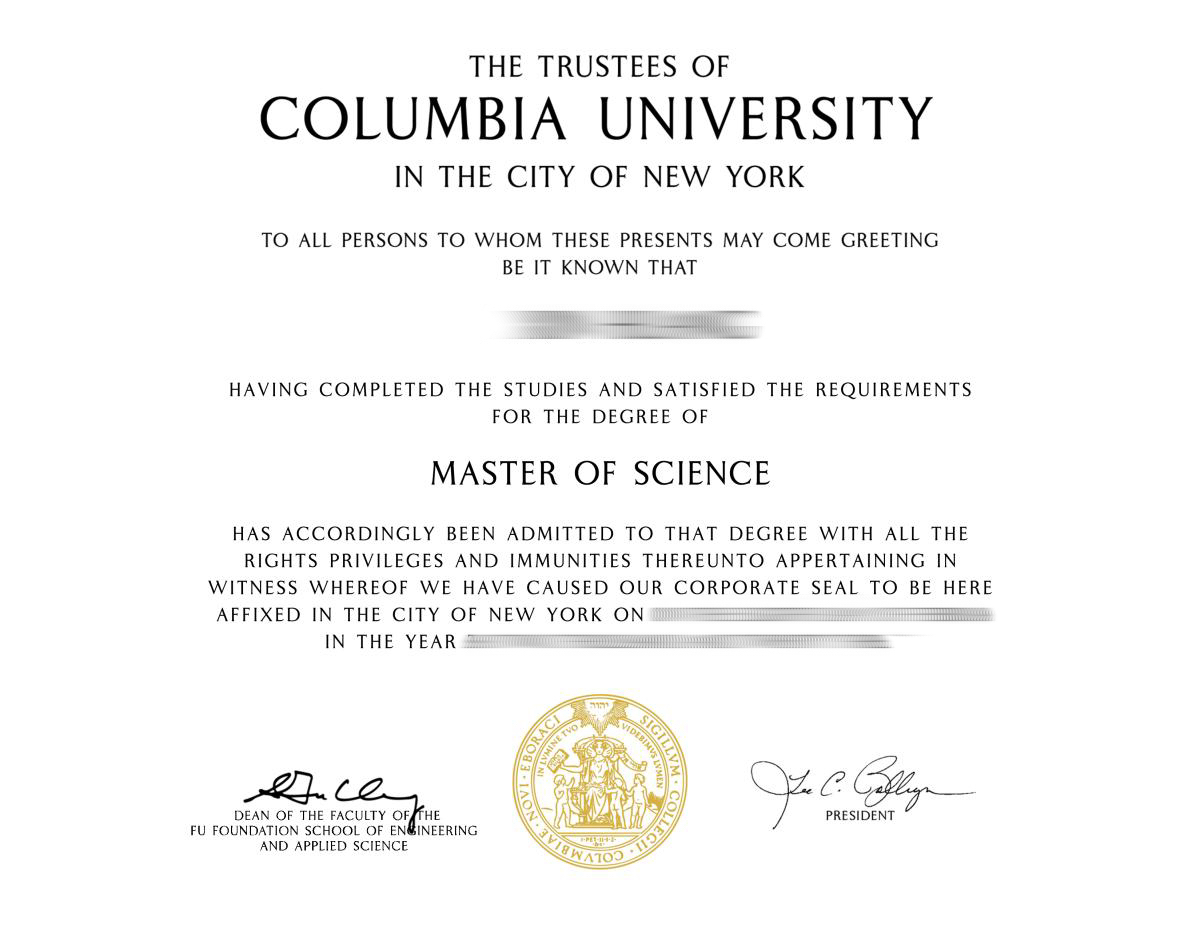
Chứng nhận bằng Thạc sĩ Khoa học từ Đại học Columbia

Thạc sĩ (tiếng Anh: Master's degree, bắt nguồn từ tiếng Latin magister) là một học vị trên cấp cử nhân và dưới cấp tiến sĩ được cấp bởi các trường đại học cho những cá nhân đã hoàn tất chương trình học chứng tỏ sự nắm vững kiến thức bậc cao của một lĩnh vực nghiên cứu hoặc ngành nghề. Trước năm 1975, tại miền Nam Việt Nam, học vị này được gọi là cao học, còn "thạc sĩ" lại là một học vị chuyên môn dưới tiến sĩ, dành cho những người muốn trở thành giáo sư đại học. Từ "thạc sĩ" có nghĩa đen là những người có học vấn rộng (thạc – rộng lớn; sĩ – người học hay nghiên cứu)
Nên chú ý là hệ thống giáo dục Pháp có hai học vị khác nhau là Master và Agrégés cùng được dịch là "thạc sĩ".

## Lịch sử phát triển

### Thời trung cổ đến thế kỷ 18
Bằng thạc sĩ có nguồn gốc từ các trường đại học châu Âu thế kỷ 13, khi Giáo hoàng ban sắc lệnh cho phép thạc sĩ của Đại học Toulouse giảng dạy ở bất kỳ trường đại học nào khác. Ban đầu, thạc sĩ và tiến sĩ không được phân biệt, nhưng đến thế kỷ 15, các trường đại học ở Anh phân biệt hai cấp bậc này, gọi thạc sĩ là giáo viên ở các khoa cấp thấp hơn và tiến sĩ là giáo viên ở các khoa cao hơn.
Từ cuối thời Trung cổ đến thế kỷ 19, bằng thạc sĩ được cấp ở các khoa cấp thấp hơn, sau khi sinh viên tốt nghiệp cử nhân. Bằng thạc sĩ ở các khoa cấp cao hơn thường được gọi là tiến sĩ. Tại Hoa Kỳ, bằng thạc sĩ đầu tiên được cấp tại Đại học Harvard ngay sau khi trường thành lập. Ở Scotland, các trường đại học trước Cải cách (St Andrews, Glasgow và Aberdeen) đã phát triển để chương trình MA của Scotland trở thành bằng cấp đầu tiên của họ. Ở Oxford, Cambridge và Trinity College Dublin, bằng MA được trao cho những sinh viên tốt nghiệp BA của một ngành vị thế nhất định mà không cần kiểm tra thêm từ cuối thế kỷ 17.  Tại Harvard, quy định năm 1700 yêu cầu ứng viên lấy bằng thạc sĩ phải vượt qua kỳ thi công khai. Tuy nhiên, đến năm 1835, điều này đã được trao theo phong cách Oxbridge ba năm sau khi có bằng Cử nhân.

### Thế kỷ 19
Thế kỷ 19 chứng kiến sự mở rộng số lượng bằng thạc sĩ. Trước đó, chỉ có bằng MA được cấp mà không cần nghiên cứu hay kiểm tra thêm. Năm 1815, Đại học Glasgow giới thiệu bằng Thạc sĩ Phẫu thuật. Đến năm 1861, bằng này đã được áp dụng ở Scotland, Anh, Ireland và Hoa Kỳ.
Đại học Edinburgh ở Scotland duy trì hệ thống bằng cấp Cử nhân và Thạc sĩ riêng biệt cho đến giữa thế kỷ 19. Tuy nhiên, chất lượng của các bằng cấp Scotland trong thời kỳ này bị nghi ngờ, đặc biệt là ở Anh. Năm 1832, Lord Brougham, cựu sinh viên của Đại học Edinburgh, phát biểu trước Hạ viện Anh rằng các bằng cấp Scotland không đạt yêu cầu.
Từ năm 1837, các trường đại học ở Anh bắt đầu áp dụng lại các kỳ thi riêng biệt cho chương trình Thạc sĩ. Đầu tiên là Đại học Durham, tiếp theo là Đại học London. Tuy nhiên, vào giữa thế kỷ 19, bằng MA, vốn là bằng cấp thứ hai được kiểm tra, một lần nữa bị đe dọa. Durham bắt đầu trao bằng MA tự động cho sinh viên đạt danh dự trong BA, theo mô hình của các trường đại học Oxbridge. Edinburgh cũng theo sau các trường đại học Scotland khác để trao bằng MA làm bằng đầu tiên, thay cho BA, từ năm 1858.
Tại Hoa Kỳ, từ năm 1856, các trường đại học bắt đầu áp dụng lại các kỳ thi riêng biệt cho chương trình Thạc sĩ. Đại học Bắc Carolina là trường đầu tiên, tiếp theo là Đại học Michigan vào năm 1859. Tuy nhiên, ý tưởng coi bằng Thạc sĩ là bằng cấp thứ hai vẫn chưa được chấp nhận rộng rãi cho đến những năm 1870, khi bằng Tiến sĩ cũng được thành lập. Trong thời gian này, một số trường đại học ở Hoa Kỳ cung cấp cả hai loại bằng Thạc sĩ: bằng Thạc sĩ "trong khóa học" dựa trên thâm niên và bằng Thạc sĩ "trong kỳ thi" dựa trên thành tích trong các kỳ thi. Ví dụ, Đại học Michigan bắt đầu cấp bằng Thạc sĩ "trong khóa học" vào năm 1848 và cấp bằng Thạc sĩ "trong kỳ thi" vào năm 1859.
Bằng thạc sĩ quan trọng nhất được giới thiệu vào thế kỷ 19 là Thạc sĩ Khoa học (MS ở Hoa Kỳ, MSc ở Anh). Bằng cấp này được cung cấp lần đầu tiên tại Đại học Michigan vào năm 1858. Ở Anh, việc áp dụng bằng cấp này diễn ra chậm hơn. Khi Đại học London thành lập Khoa Khoa học vào năm 1858, trường được cấp quyền cấp bằng Cử nhân Khoa học và Tiến sĩ Khoa học, nhưng không có bằng Thạc sĩ Khoa học. Hai bằng cấp tương tự, Cử nhân Khoa học và Tiến sĩ Khoa học, được trao tại Edinburgh, mặc dù Thạc sĩ Nghệ thuật là bằng cử nhân thông thường cho ngành Nghệ thuật ở Scotland. Năm 1862, một ủy ban hoàng gia đề nghị Đại học Durham cấp bằng thạc sĩ về thần học và khoa học, nhưng đề nghị này không được chấp nhận. Năm 1877, Đại học Oxford giới thiệu bằng Thạc sĩ Khoa học Tự nhiên, cùng với Cử nhân Khoa học Tự nhiên, song song với bằng Thạc sĩ và Cử nhân. Năm 1879, Đại học Oxford thành lập khoa Khoa học Tự nhiên. Năm 1880, đề xuất đổi tên bằng Thạc sĩ Khoa học thành Thạc sĩ Khoa học Tự nhiên và cấp bằng Thạc sĩ Khoa học Tự nhiên cho những người đã có bằng Thạc sĩ Nghệ thuật đã bị từ chối. Kế hoạch này sau đó đã bị hủy bỏ.
Bằng Thạc sĩ Khoa học (MSc) được giới thiệu ở Anh lần đầu tiên vào năm 1878 tại Đại học Durham, tiếp theo là Đại học Victoria vào năm 1881. Cả hai trường đại học đều yêu cầu kỳ thi sâu hơn cho những người có bằng cử nhân bình thường, nhưng không yêu cầu đối với những người có bằng danh dự.

### Thế kỷ 20
Vào đầu thế kỷ 20, ở Vương quốc Anh có bốn loại bằng thạc sĩ: MA của Scotland, MA của Oxbridge và Dublin, MA danh dự, và MA học thuật. Năm 1903, tờ London Daily News chỉ trích việc cấp bằng MA của Oxbridge và Dublin là "gian lận học thuật" và "bằng cấp giả". Các cuộc trao đổi tiếp theo cho thấy rằng MA của Scotland tương đương với bằng cử nhân của Anh, và kêu gọi các tiêu chuẩn chung cho các bằng cấp.
Năm 1900, Đại học Dartmouth thành lập chương trình MCS, bằng thạc sĩ kinh doanh đầu tiên. Ý tưởng này nhanh chóng lan sang Anh, với việc Manchester thành lập Khoa Thương mại và cấp bằng Cử nhân và Thạc sĩ Thương mại vào năm 1903. Trong nửa đầu thế kỷ 20, bằng thạc sĩ tự động dành cho sinh viên tốt nghiệp danh dự đã biến mất ở Anh. Vào những năm 1960, các trường đại học mới của Scotland đã giới thiệu lại BA làm bằng đại học về nghệ thuật, khôi phục MA về vị trí là bằng cấp sau đại học. Oxford và Cambridge giữ lại bằng Thạc sĩ của họ, nhưng đổi tên nhiều bằng cử nhân sau đại học của họ thành bằng thạc sĩ.
Năm 1983, Hội đồng Kỹ thuật đề xuất chương trình cấp bằng thứ nhất bốn năm (Thạc sĩ Kỹ thuật). Chương trình này được áp dụng cho các ngành kỹ thuật, vật lý và các ngành khoa học khác. Báo cáo Dearing năm 1997 đã xác định năm con đường khác nhau để lấy bằng thạc sĩ ở Vương quốc Anh, bao gồm:
- Bằng cấp đầu tiên bốn năm (năm ở Scotland)
- Bằng cấp chuyển đổi
- Bằng nghệ thuật danh dự của các trường đại học cổ xưa của Scotland
- Các chương trình sau đại học chuyên ngành
- Bằng MA của Oxbridge

Điều này dẫn đến việc thành lập Cơ quan Đảm bảo Chất lượng, chịu trách nhiệm xây dựng khuôn khổ.

### Thế kỷ 21
Năm 2000, Nghị sĩ Jackie Lawrence của Đảng Lao động đề xuất loại bỏ bằng MA của Oxbridge tại Quốc hội. Bà cho rằng bằng cấp này là phân biệt đối xử và làm mất giá trị của bằng cấp của các trường đại học khác. Tháng sau, Cơ quan Đảm bảo Chất lượng công bố kết quả khảo sát cho thấy gần 2/3 nhà tuyển dụng nhầm tưởng rằng bằng MA của Cambridge là bằng cấp sau đại học. Giám đốc điều hành của QAA, John Randall, cho rằng bằng MA của Oxbridge là "gây hiểu lầm và lỗi thời".
Năm 2001, Cơ quan Đảm bảo Chất lượng (QAA) đã ban hành khung trình độ giáo dục đại học ở Anh, xứ Wales và Bắc Ireland. Khung này quy định rằng bằng thạc sĩ phải đáp ứng các kết quả học tập nhất định, bao gồm nghiên cứu độc lập, kỹ năng tư duy phản biện và khả năng giao tiếp hiệu quả. Khung này cũng đề cập đến bằng MA của Oxbridge, lưu ý rằng bằng cấp này không đáp ứng các tiêu chuẩn của bằng thạc sĩ. Tuy nhiên, QAA đã cho phép các trường đại học ở Scotland tiếp tục sử dụng tên gọi MA cho một số bằng cấp đại học, với điều kiện các bằng cấp này đáp ứng các tiêu chuẩn của QAA. Khung trình độ của QAA đã giúp giải quyết sự nhầm lẫn về các loại bằng cấp thạc sĩ khác nhau ở Vương quốc Anh. Khung này cũng đã giúp nâng cao chất lượng của các chương trình thạc sĩ ở Vương quốc Anh.
Tuyên bố Bologna năm 1999 đã dẫn đến việc thành lập Khu vực Giáo dục Đại học Châu Âu (EHEA). EHEA đã thiết lập một hệ thống phân loại bằng cấp ba chu kỳ là cử nhân—thạc sĩ—tiến sĩ. Điều này đã dẫn đến việc áp dụng bằng thạc sĩ trên khắp lục địa, thay thế các bằng cấp chu kỳ dài cũ hơn. Ở Vương quốc Anh, bằng thạc sĩ tích hợp và bằng thạc sĩ một năm đã được chấp nhận là bằng cấp thạc sĩ theo khuôn khổ EHEA.

## Học vị thạc sĩ
Những người có trình độ thạc sĩ là những người có trình độ chuyên ngành vững chắc. Sau khi được học nâng cao và cùng với kinh nghiệm làm việc đã tích lũy được, họ sẽ có thêm kiến thức liên ngành và năng lực thực hiện công tác chuyên môn cũng như nghiên cứu khoa học trong chuyên ngành đào tạo. Học vị thạc sĩ là một bậc đánh giá trình độ học vấn của một người. Những người muốn đi xa trên con đường học vấn và sự nghiệp đều sẽ học và theo đuổi tấm bằng thạc sĩ, rồi sau đó sẽ là tiến sĩ với đích đến cuối cùng là được phong (hoặc bổ nhiệm) làm Giáo sư. Ngoài ra, người lãnh bằng thạc sĩ có thể được dạy học tại trường đại học trên những lĩnh vực nào đó.

### Danh hiệu
Hai học vị phổ biến nhất của chương trình thạc sĩ là Thạc sĩ Văn chương / xã hội (Master of Arts - M.A.) và Thạc sĩ Khoa học (Master of Science - M.S. hoặc M.Sc, Thạc sĩ Khoa học thông tin - Master of Science in Information - M.Si., hoặc Thạc sĩ Ứng dụng máy tính - Master of Computer Application - M.C.A.); các chương trình có thể dựa trên quá trình học tập, hoặc nghiên cứu, hoặc sự kết hợp của cả hai. Một số trường đại học sử dụng các tên bằng tiếng Latin; vì sự linh hoạt của cú pháp trong tiếng Latin, các Thạc sĩ Nghệ thuật và Thạc sĩ của độ khoa học có thể được gọi là Magister Artium hoặc Artium Magister (A.M.), Magister scientiae hoặc Scientiae Magister (S.M.). Đại học Harvard, Đại học Chicago, và MIT, ví dụ, sử dụng A.M và S.M. cho bằng thạc sĩ của họ. Thông thường hơn, Thạc sĩ Khoa học thường được viết tắt là MS hoặc M.S. tại Hoa Kỳ, và MSc hoặc M.Sc. tại các quốc gia thịnh vượng chung và châu Âu.
Ngoài hai chương trình nêu trên còn có các chương trình thạc sĩ chuyên môn với tên cụ thể hơn, bao gồm, ví dụ, các Thạc sĩ Quản trị Kinh doanh (MBA), Thạc sĩ Quản trị Y tế (MHA), Thạc sĩ CNTT trong kinh doanh (MITB), Thạc sĩ Kỹ thuật Kinh doanh (MBE), Thạc sĩ châu Âu kinh doanh (MEB), Thạc sĩ Tư vấn (MC), Thạc sĩ về Thần học (M.Div.), Thạc sĩ Thư viện Khoa học (MLS), Thạc sĩ Hành chính công (MPA), Thạc sĩ xã hội làm việc (MSW), Thạc sĩ Chính sách công (MPP), Thạc sĩ Luật (LL.M.), Thạc sĩ Âm nhạc (MM hoặc M.Mus.), Thạc sĩ Thông tin (MI), Thạc sĩ Mỹ thuật (MFA), Thạc sĩ y tế Công cộng (MPH), Thạc sĩ Kiến trúc.
Bằng thạc sĩ chuyên môn còn được gọi là bằng thạc sĩ chuyên nghiệp (Professional Master’s Degrees) bởi nó tập trung vào việc đào tạo sinh viên để theo đuổi các ngành nghề trong tương lai. Thạc sĩ chuyên nghiệp (Master of Professional Studies hoặc MPS) là chương trình tập trung vào các ngành học thực tiễn của một lĩnh vực bao gồm nhiều ngành khác nhau. Trong khi các chương trình thạc sĩ Khoa học tự nhiên và thạc sĩ Văn chương/ xã hội thường tập trung vào lý thuyết và nghiên cứu, chương trình thạc sĩ chuyên nghiệp hướng đến việc phát triển các kiến thức ứng dụng và hiểu biết thực tế của sinh viên về lĩnh vực. Các chuyên ngành, bao gồm, ví dụ Kế toán và Quản lý, Thống kê ứng dụng, Nguồn nhân lực, Khoa học hình ảnh, Công nghệ thông tin, Khoa học vật liệu, Quản lý dự án, Đào tạo chiến lược, Công nghệ kĩ thuật truyền thông, v.v...
Một số chương trình bao quát hơn, ví dụ như các Thạc sĩ Triết học (M.Phil.), Thạc sĩ nghệ thuật tổng hợp (MALS, MLA / ALM, và MLS), và Thạc sĩ nghiên cứu cao cấp (MAS, M.A.S., hoặc MAst.)
Ở Pháp hiện các trường đại học đã hòa đồng với châu Âu và có các cấp bậc: Licence, Master (tương đương với Master theo hệ thống Anh ngữ), Doctor (Ph.D.). Ngoài ra, Bộ giáo dục Pháp có một hệ thống riêng để tuyển dụng thầy giáo hiện vẫn lưu hành song song: Bậc thứ nhất là kỳ thi tuyển gọi là Capes (Certificat d’Aptitude au Professorat de l’Enseignement du Second degré) là một cuộc thi tuyển dành cho những người, thường đã có Master, để trở thành giáo viên trực thuộc Bộ giáo dục. Bậc kỳ thi thứ hai, tiếng Pháp: professeurs agrégés des universités hay là agrégation. Kỳ thi tuyển này đã có trong lịch sử giáo dục Pháp từ hơn 250 năm (1766) và tiếp tục là một kỳ thi được cho là rất khó đạt. Ta có thể kể những người nổi tiếng có bằng Agrégation về văn chương như Jean-Paul Sartre, Simone de Beauvoir. Người Việt nam là agrégés ta có thể kể đến Hoàng Xuân Sính (1933-) (toán), Phạm Duy Khiêm (1908-1974) (văn chương).
Chữ agrégés trong tiếng Pháp cũng được dịch là thạc sĩ như dịch Master.

### Thể loại
- Thạc sĩ theo chuyên ngành (MA, MS, M.Ed., MEB, M.Des., MNCM, MSN, MSW, MPA, MPC, MPP, MPH, MC, MCA, M.Couns., MLA, MLIS, M.Div., ALM, MM, MBA, M.Tech., MITB, MBE, M.Com., MMC, MIB, MI, PSM và các ngành cụ thể khác) được thiết kế cho bất cứ ai có bằng cử nhân.
- Thạc sĩ nghiên cứu (M.Res, Mares, MSRes, M.St., M.Phil, M.Litt.....) được thiết kế cho những người có bằng cử nhân với nhiều kinh nghiệm trong nghiên cứu và/hoặc có một số phát hành xuẩt bản. Nó được thiết kế cho những người muốn theo đuổi nghiên cứu cao hơn.
- Thạc sĩ điều hành (Thạc sĩ quản trị kinh doanh cấp cao - E.M.B.A., E.M.S.) được thiết kế đặc biệt cho các chuyên gia quản lý. Tuyển sinh, yêu cầu tốt nghiệp, và cơ cấu của chương trình thạc sĩ điều hành khác biệt so với các chương trình toàn thời gian.
- Thạc sĩ chuyên nghiệp / tổng hợp (M.P.S., M.Eng., M.Pharm., M.Pharmacol., ThS., M.Math., M.Phys., M.Psych., M.Sci., M.Chem., M.Biol., M.Geol., v.v...) là một văn bằng kết hợp một năm của chương trình thạc sĩ sau khi tốt nghiệp cử nhân.

## Các chương trình đào tạo thạc sĩ
Học vị và bằng thạc sĩ được cấp sau khi hoàn thành chương trình đào tạo thạc sĩ được nhà nước hay trường đại học quốc tế công nhận. Hiện nay Việt Nam có rất nhiều chương trình đào tạo thạc sĩ được công nhận bởi Bộ Giáo dục và Đào tạo do các trường đại học trong nước và các chương trình liên kết giữa các trường đại học với nước ngoài giảng dạy.
Chương trình đào tạo thạc sĩ ở Việt Nam phải có khối lượng từ 80 đến 100 đơn vị học trình. Một đơn vị học trình được quy định bằng khoảng 15 tiết giảng lý thuyết, 30 đến 45 tiết học thực hành, thí nghiệm hoặc thảo luận, 45 đến 60 tiết làm tiểu luận hoặc luận văn. Ở Việt Nam, bậc đào tạo thạc sĩ hầu như có ở tất cả các ngành học.
Các chương trình thạc sĩ có thể có thời gian học dài, ngắn khác nhau tùy thuộc vào quy định của từng trường và từng quốc gia khác nhau. Chẳng hạn chương trình đào tạo thạc sĩ ở Anh khoảng 1 năm, ở Hoa Kỳ khoảng 1 hoặc 2 năm tùy từng trường và ngành học, còn ở Việt Nam là 2 năm. Người Việt Nam có cơ hội theo học các chương trình đào tạo thạc sĩ của nước ngoài hoặc chương trình đào tạo thạc sĩ liên kết với nước ngoài theo các chuyên ngành như: Quản trị Kinh doanh (MBA), Tài chính và Ngoại thương, Kế toán, Quản lý công.

## Cấu trúc
Để có được bằng thạc sĩ, sinh viên có thể chọn học nhiều cách khác nhau. Để được nhận, sinh viên phải chứng minh rằng mình có khả năng học hỏi và nghiên cứu ở cấp độ cao hơn trong lĩnh vực mình chọn. Một số chương trình yêu cầu sinh viên viết luận án, trong khi một số chương trình khác thì không. Cấu trúc và thời gian của chương trình học dẫn đến bằng thạc sĩ sẽ khác nhau tùy theo quốc gia và trường đại học.

### Thời lượng
Thông thường, chương trình thạc sĩ ở Mỹ và Canada kéo dài hai năm. Trong một số trường hợp, sinh viên có thể học tiến sĩ ngay sau khi tốt nghiệp đại học. Nếu đáp ứng đủ yêu cầu, sinh viên có thể nhận bằng thạc sĩ sau khi học khoảng một nửa thời gian của chương trình tiến sĩ. Một số trường đại học cũng có chương trình học thạc sĩ buổi tối để sinh viên có thể vừa học vừa làm.
Chương trình thạc sĩ ở Anh thường kéo dài 1-2 năm học toàn thời gian, hoặc 2-4 năm học bán thời gian. Có hai loại bằng thạc sĩ là nghiên cứu và giảng dạy. Bằng được giảng dạy thường mất 1 năm, bằng nghiên cứu có thể mất đến 2 năm. Bằng thạc sĩ tích hợp kết hợp khóa học cử nhân với 1 năm học thạc sĩ.
Ở Úc, thời gian học thạc sĩ có thể từ một đến bốn năm, tùy thuộc vào loại bằng, bằng cử nhân trước đó và trường đại học. Cụ thể, thời gian học thạc sĩ "nghiên cứu" hoặc "khóa học" sau bằng cử nhân danh dự của Úc là một năm. Thời gian học thạc sĩ sau bằng cử nhân thông thường là một năm rưỡi, và sau bằng cử nhân ở lĩnh vực khác là hai năm. Thời gian học thạc sĩ "mở rộng" có thể lên tới bốn năm.
Theo Khung Bologna, một chương trình thạc sĩ ở châu Âu thường kéo dài từ một đến hai năm học, với ít nhất một năm học ở cấp độ thạc sĩ.
Một tín chỉ ECTS tương đương với khối lượng công việc của một năm học toàn thời gian, nên các chương trình thạc sĩ châu Âu thường có từ 60 đến 120 tín chỉ ECTS. Tại Anh, Wales và Bắc Ireland, các chương trình thạc sĩ sau đại học và tích hợp thường kéo dài hai năm, trong khi các chương trình thạc sĩ từ các trường đại học cổ của Scotland và các trường đại học Oxbridge thường kéo dài ba năm.
Bằng thạc sĩ Ireland kéo dài từ một đến hai năm, với chương trình thạc sĩ giảng dạy kéo dài một đến hai năm (60–120 tín chỉ ECTS) và chương trình thạc sĩ giảng dạy và nghiên cứu kéo dài hai năm (không xếp hạng tín chỉ).

### Nhập học
Điều kiện nhập học thạc sĩ thường yêu cầu bằng cử nhân thành công. Ở các quốc gia nơi bằng cử nhân loại ưu là tiêu chuẩn, đây thường là điều kiện nhập học tối thiểu. Ngoài ra, sinh viên thường phải viết một tuyên bố cá nhân và nộp một tập hợp các tác phẩm trong lĩnh vực nghệ thuật và nhân văn.
Tại Vương quốc Anh, sinh viên thường cần có bằng Cử nhân loại khá để được chấp nhận vào khóa thạc sĩ giảng dạy. Đối với thạc sĩ nghiên cứu, yêu cầu có thể cao hơn. Ngoài ra, sinh viên có thể phải cung cấp bằng chứng về khả năng học tập tốt và tham gia một hoặc nhiều kỳ thi để đánh giá khả năng học tập. Tại Hoa Kỳ, các trường sau đại học cũng yêu cầu sinh viên có thành tích học tập đại học tốt. Sinh viên có thể phải tham gia một hoặc nhiều kỳ thi tiêu chuẩn hóa để đánh giá khả năng học tập.